# Raufoss
Raufoss is een plaats in de Noorse gemeente Vestre Toten, provincie Innlandet. Raufoss telt 6.139 inwoners (2007) en heeft een oppervlakte van 6,27 km².

## Economie en transport
De grootste werkgever is wat voorheen de munitiefabriek Raufoss was, maar ondertussen is opgesplitst in onder andere de bedrijven Nammo, Hydro Aluminium en Raufoss Technology.
De plaats heeft tevens een halte aan Gjøvikbanen, de spoorlijn van Oslo naar Gjøvik.

## Naam
Raufoss is vernoemd naar de waterval in de rivier de Hunnselva. Het eerste deel raud betekent 'rood', het laatste deel foss betekent 'waterval'. De kleur rood heeft te maken met de sporen van ijzer die zich in de rivierbodem bevinden.

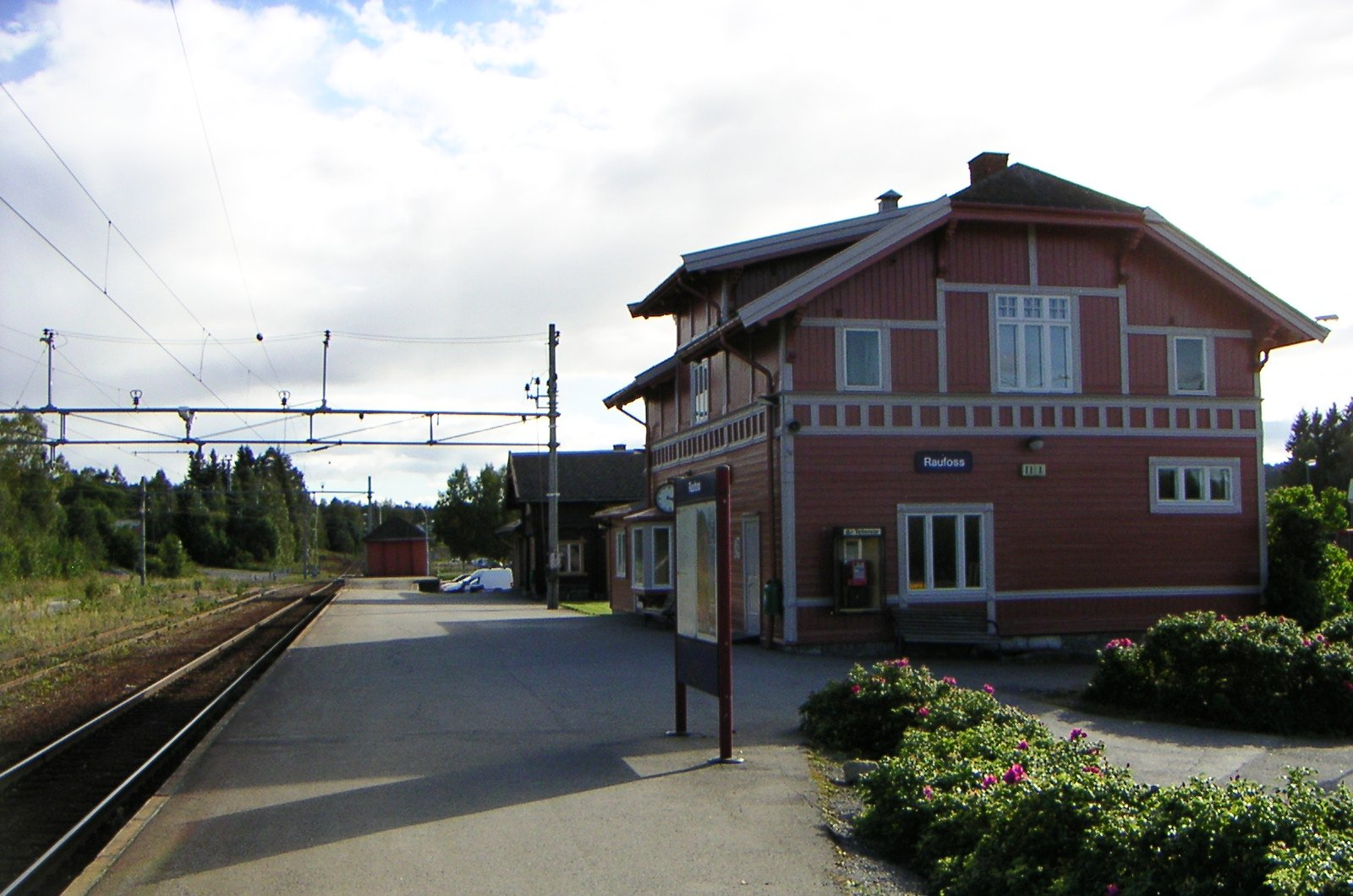
Station van Raufoss